# Операція «Залізна стіна»
Операція «Залізна стіна» — антитерористична операція Армії оборони Ізраїлю (ЦАХАЛ) на Західному березі річки Йордан проти бойовиків ХАМАС та союзних йому озброєних угруповань. Операція спочатку була орієнтована боротьбу з бойовиками в Дженіні, а невдовзі поширилася і на інші міста. У ній також взяли участь сили безпеки Палестинської адміністрації (ПА). Розпочалася невдовзі після введеня режиму припинення вогню, який зупинив війну з ХАМАСом в секторі Гази. Операцію пов'язують із діяльністю Ірану під час війни на Близькому Сході (з жовтня 2023) над посиленням терористичних осередків та дестабілізацією Західного берега.

## Міжнародна реакія
ООН в особі генерального секретаря Антоніу Гутерріша закликала до «максимальної стриманості».
Франція висловила стурбованість щодо операції та закликала Ізраїль до стриманості.